# Баннер, Эндрю Ф.

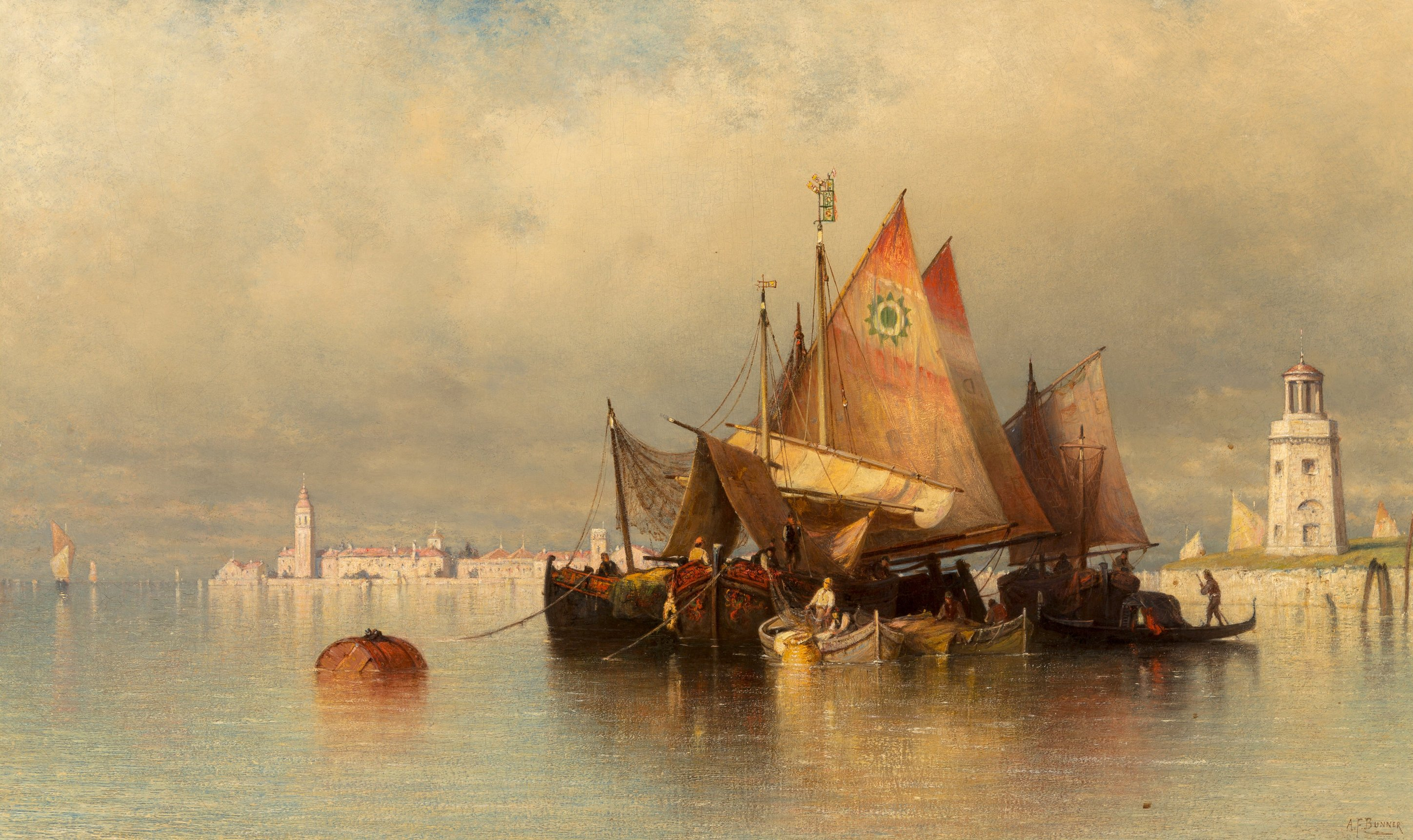
Вид на Венецию

Эндрю Фишер Баннер (англ. Andrew F. Bunner; 1841, Нью-Йорк, США — 1897, Манхэттен, Нью-Йорк, США) — американский живописец, пейзажист, маринист, рисовальщик.
Бо́льшую часть жизни провёл на Манхэттене. Специализировался на создании картин в жанре маринистики, пейзажной акварели.

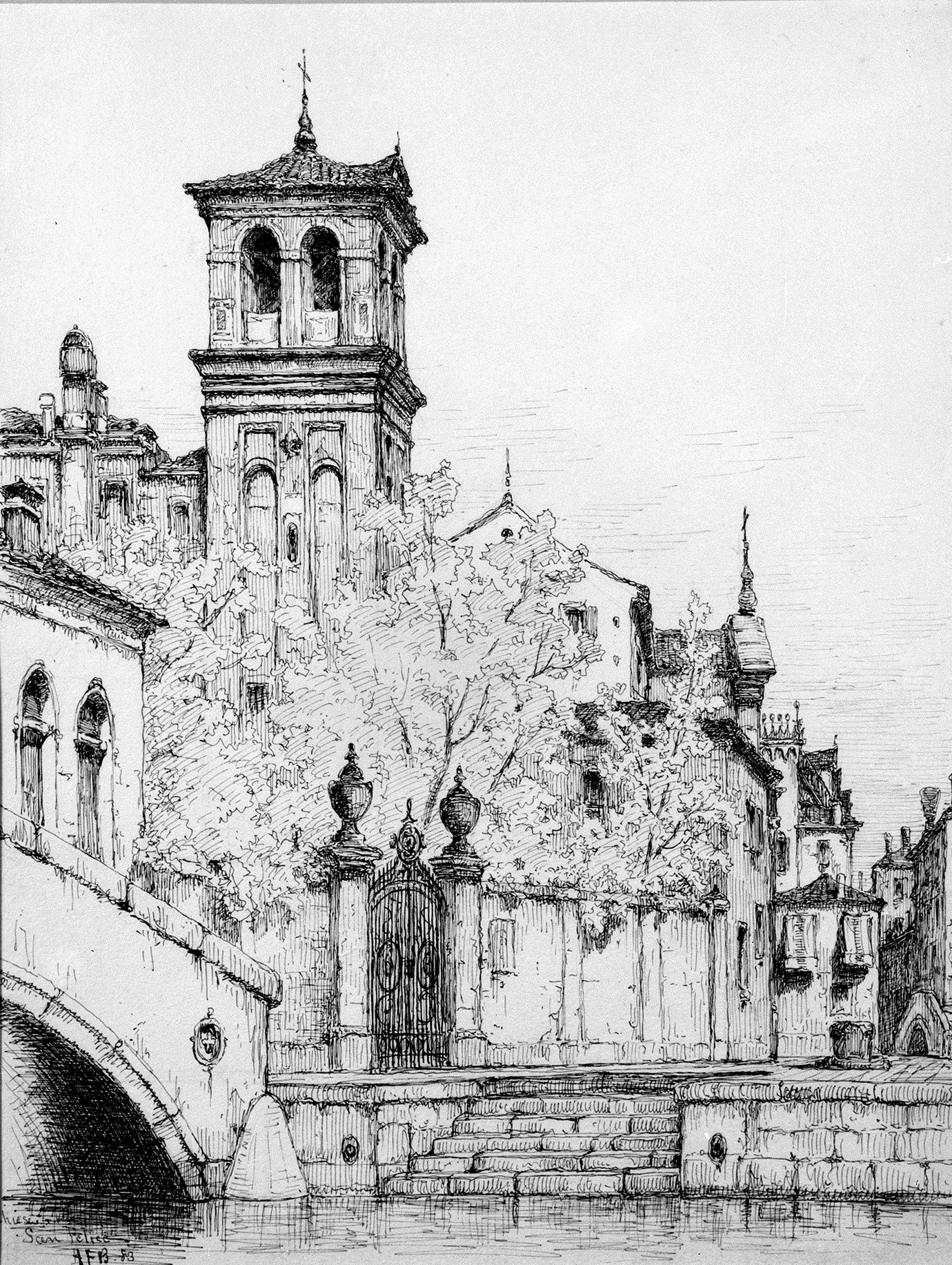
Церковь Рио Сан Феличе. 1883

Его работы находятся в постоянных коллекциях Метрополитен-музея и Национальной галереи искусств в Вашингтоне.